# Sân bay quốc tế Kona
Sân bay quốc tế Ellison Onizuka Kona tại Keāhole (IATA: KOA, ICAO: PHKO, LID FAA: KOA) là một sân bay trên đảo Hawai, Kalaoa CDP, County, thuộc Hawai, Hoa Kỳ.
Sân bay này thuộc Kế hoạch Quốc gia về Hệ thống Sân bay Tích hợp của Cục Hàng không Liên bang (FAA) cho giai đoạn 2017–2021, được phân loại là cơ sở dịch vụ thương mại trung tâm.

## Các hãng hàng không và điểm đến
| Hãng hàng không    | Các điểm đến                                                                              |
| ------------------ | ----------------------------------------------------------------------------------------- |
| Air Canada Rouge   | Vancouver                                                                                 |
| Alaska Airlines    | Los Angeles, San Diego, San Jose (CA), Seattle/Tacoma Theo mùa: Anchorage, Portland (OR)  |
| American Airlines  | Los Angeles, Phoenix–Sky Harbor theo mùa: Dallas/Fort Worth                               |
| Delta Air Lines    | Los Angeles, Seattle/Tacoma                                                               |
| Hawaiian Airlines  | Honolulu, Kahului, Lihue, Los Angeles, Tokyo–Haneda                                       |
| Japan Airlines     | Tokyo–Narita                                                                              |
| Mokulele Airlines  | Kahului, Kapalua                                                                          |
| Southwest Airlines | Honolulu, Kahului, Oakland, San Jose (CA)                                                 |
| United Airlines    | Chicago–O'Hare (tiếp tục vào ngày 3 tháng 6 năm 2021), Denver, Los Angeles, San Francisco |
| WestJet            | Theo mùa: Vancouver                                                                       |

### Hàng hóa
| Hãng hàng không | Các điểm đến               |
| --------------- | -------------------------- |
| Aloha Air Cargo | Hilo, Honolulu, Kahului    |
| Kalitta Air     | Los Angeles                |
| UPS Airlines    | Honolulu, Kahului, Ontario |
| Amazon Air      | Riverside                  |

## Thống kê

### Các điểm đến khác
| Số thứ tự | Thành phố               | Hành khách | Địa điểm                           |
| --------- | ----------------------- | ---------- | ---------------------------------- |
| 1         | Honolulu, HI            | 247.950    | Hawaii, Tây Nam                    |
| 2         | Los Angeles, CA         | 74.790     | Alaska, Mỹ, Đồng bằng, Hawaii, Hoa |
| 3         | San Francisco, CA       | 56.850     | United                             |
| 4         | Seattle / Tacoma, WA    | 50.120     | Alaska, châu thổ                   |
| 5         | Kahului, HI             | 40.160     | Hawaii, Mokulele, Tây Nam          |
| 6         | Phoenix, AZ             | 21.540     | Người Mỹ                           |
| 7         | Oakland, CA             | 15.700     | Tây nam                            |
| 8         | Denver, CO              | 14.750     | United                             |
| 9         | Dallas / Fort Worth, TX | 14.550     | Người Mỹ                           |
| 10        | Portland, OR            | 14.400     | Alaska                             |

## Tai nạn và sự cố
- Vào ngày 25 tháng 8 năm 1977, một chiếc máy bay phản lực cánh quạt đôi Short SC.7 Skyvan của Air Cargo, Hawaii đã bị rơi và bốc cháy khi đang cố gắng hạ cánh xuống sân bay Keahole. Các phi công và hành khách đã thiệt mạng.[9]
- Vào ngày 10 tháng 9 năm 1989, phi công của chiếc máy bay Aero Commander 680 đang hạ cánh khẩn cấp trên đường băng số 17 do mất điện ở động cơ bên phải, bị rơi trong khoảng 0,25 mi (0,4 km) về phía tây nam của đường băng, dẫn đến một người tử vong và một người bị thương nặng.[10]